# Jane Anne Jayroe
Jane Anne Barnes-Gamble (Clinton, 30 ottobre 1947) è un'ex modella e politica statunitense, eletta Miss Oklahoma 1966 e Miss America 1967.
Jayroe ha inoltre lavorato per molti anni (dal 1999 al 2003) come segretario del turismo nel gabinetto di governo del governatore dell'Oklahoma Frank Keating.